# Камили (Фрозиноне)
Камили је насеље у Италији у округу Фрозиноне, региону Лацио.
Према процени из 2011. у насељу је живело 59 становника. Насеље се налази на надморској висини од 391 м.